# Ida Pierelotkin
Ida Pierelotkin, właśc. Dorota Redlińska (ur. 7 maja 1981 w Warszawie, zm. 22 sierpnia 2023) – polska powieściopisarka, autorka książek dla dzieci i młodzieży.

## Biografia
Była córką malarki Barbary Redlińskiej z domu Dębickiej (1946–2021) oraz pisarza Edwarda Redlińskiego (i bratanicą Wacława Redlińskiego). Uczęszczała do Szkoły Podstawowej nr 203 w Warszawie oraz do klasy plastycznej LO im. Miguela de Cervantesa. Studiowała polonistykę i zootechnikę, lecz studia przerwała. Pracowała jako sekretarka, sprzątaczka, ekspedientka i plastyczka.
Pochowana na Cmentarzu Komunalnym Południowym w Warszawie.

## Nagrody i wyróżnienia
- roczne stypendium artystyczne Dzielnicy Śródmieście m.st. Warszawy (2010)[4]
- I nagroda w Konkursie im. Astrid Lindgren, organizowanym przez Fundację ABCXXI – Cała Polska czyta dzieciom (za Ala Betka[6][2][4])
- nagroda Guliwer w Krainie Olbrzymów, przyznana przez Radę Naukową czasopisma o książce dla dziecka „Guliwer” młodej, niezwykle obiecującej pisarce[6](za Ala Betka[2])
- nominacja przez Polską Sekcję IBBY do nagrody literackiej Książka Roku 2010 za powieść Pepa, nie świruj![6]

## Publikacje
- Ala Betka[6][7] (Warszawa 2007, Świat Książki - Bertelsmann Media, ISBN 978-83-247-0887-1; Łódź 2012, Akapit Press, ISBN 978-83-62199-02-0; Belgrad 2013, Odiseja, ISBN 978-86-7720-109-8: Ala Betka i čudnovate školske zavrzlame, tłum. Hanna Gadomski)
- Pepa, nie świruj! (Warszawa 2010, Wydawnictwo „Nasza Księgarnia”, ISBN 978-83-10-11729-8; Łódź 2016, Akapit Press, ISBN 978-83-65345-10-3)
- Co ma piernik do wiatraka? (Warszawa 2011, Wydawnictwo Bajka, ISBN 978-83-61824-30-5)
- 10 minut rowerem[8] (Akapit Press 2011, ISBN 978-83-62199-33-4)
- Dwie połówki pomidora (2011 Akapit Press, ISBN 978-83-62199-92-1)
- Tylko nie impreza! (2013 Akapit Press, ISBN 978-83-62199-14-3)
- Ala Betka i demon miasta (2013 Akapit Press, ISBN 978-83-62955-84-8)
- Na wojnie i w miłości[9] (2014 Akapit Press, ISBN 978-83-64379-19-2)
- Wenus w pietruszce (2017 Akapit Press, ISBN 978-83-65345-46-2)
- Tata ma dziewczynę (2017 Akapit Press, ISBN 978-83-65345-65-3)
- Tajemne życie magów (2020 Akapit Press, ISBN 978-83-66106-55-0)